# Karl Ferdinand Thewalt

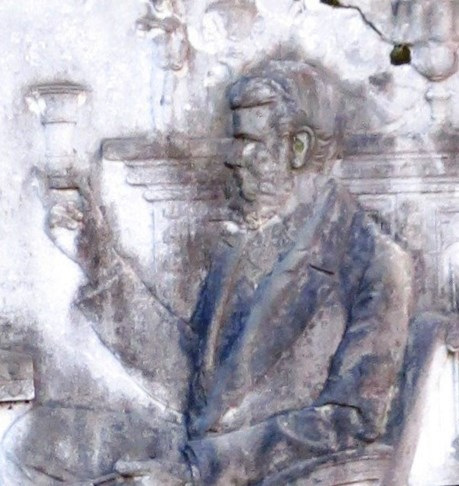
K. F. Thewalt – Grabstein-Detail

Karl Ferdinand Thewalt (* 12. Juni 1833 in Aachen; † 1. August 1902 in Köln) war ein preußischer Kommunalpolitiker und Kunstsammler in Köln.

## Leben

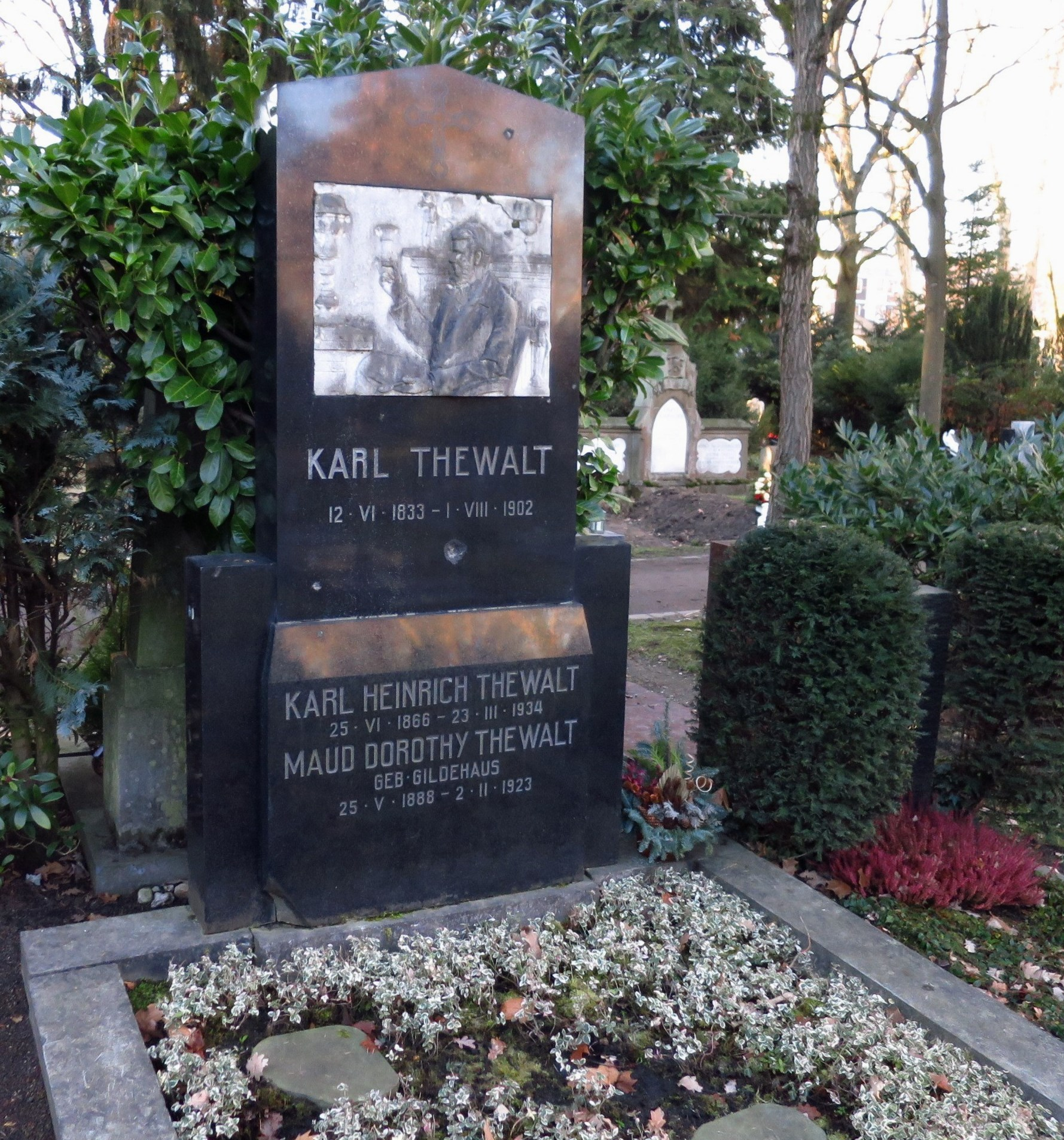
Grabstätte Thewalt

Thewalt war Sohn des Landgerichtsrates Karl Georg Thewalt und dessen Frau Leontine, geb. Winkens, und wuchs in Aachen auf. Nach der Schule schlug er die höhere Beamtenlaufbahn ein und studierte. Anschließend absolvierte er von 1862 bis 1864 erfolgreich sein Referendariat in seiner Heimatstadt.
Am 25. August 1865 wurde Thewalt Beigeordneter im Beigeordnetenkollegium des Oberbürgermeisters von Köln und blieb dieses nach Wiederwahl am 21. März 1877 bis zum 25. August 1901. Dabei war er für gewerbliche, technische und kulturelle Aufgaben zuständig. Als Privatmann baute er sich eine große Kunstsammlung auf.
Thewalt starb 1902 im Alter von 69 Jahren und wurde auf dem Kölner Melatenfriedhof (Flur 17 (B)) beigesetzt. Seine Sammlung wurde vom 4. bis zum 14. November 1903 im Kunsthaus Lempertz für 1.150.000 Goldmark versteigert.

## Trivia
Zudem engagierte sich Thewalt besonders für den Kölner Karneval: So oblag ihm als Vorsitzender der Gürzenichkommission u. a. die Vergabe von Karnevalsterminen im Saal des Gürzenich. Aber er trug auch entscheidend zu einer Schlichtung zwischen den beiden damaligen großen Karnevalsgesellschaften bei:
1882 kam es bei der Grossen Carnevals-Gesellschaft (heutige: Die Grosse von 1823) zu einer Vereinsspaltung, da der damalige Präsident August Wilcke nach internen Streitigkeiten von seinem Amt zurücktrat und mit seinen Anhängern eine eigene Gesellschaft, die Kölner Karnevalsgesellschaft (heutige: Große Kölner KG), gründete. Fritz Hönig wurde zum neuen Präsidenten der Grossen Carnevals-Gesellschaft (heutige: Die Grosse von 1823) gewählt. Nun beanspruchten zwei große Karnevalsvereine die führende Stellung im Karneval, was zu Schwierigkeiten in der Festgestaltung und der Organisation der Veranstaltungen führte und zur Folge hatte, dass 1883 – ähnlich wie 1844 und 1845 – zwei große Maskenzüge durch Köln gingen. 1888 vermittelten Bürgermeister Karl Ferdinand Thewalt und  Fritz Hönig zwischen den beiden Vereinsvorständen, und schließlich einigten sich diese im Januar 1888 darauf, gemeinsam ein „Maskenzug-Comite“ unter dem Vorsitz von Hönig zu bilden. Erstmals hatte 1888 also nicht mehr die Grosse Carnevals-Gesellschaft (heutige: Die Grosse von 1823), sondern ein Festkomitee (heute: Festkomitee Kölner Karneval) der beiden Vereine die Leitung über den Maskenzug. Das Festkomitee wurde in den folgenden Jahren zu einer festen Institution, indem die beiden großen Karnevalsgesellschaften gemeinsam über die Festgestaltung bestimmten. 1889 wurde das Festordnende Komitee ins Vereinsregister eingetragen, wobei der Präsident der Großen Carnevals-Gesellschaft weiterhin bis 1908 gleichzeitig auch Präsident des Festordnenden Komitees war. Dann einigten sich die beiden großen Karnevalsgesellschaften auf einen jährlichen Wechsel im Präsidium des Kölner Festkomitees.